# Бородин, Николай Николаевич
Никола́й Никола́евич Бороди́н (2 декабря 1878, станица Глиненская (Уральская область) — 5 сентября 1919, Лбищенск) — русский военный из уральских казаков. Участник Русско-японской, Первой мировой и Гражданской войн. Участник Белого движения на Урале. Генерал-майор.

## Биография
Н. Н. Бородин родился в семье небогатого уральского казака в станице Глиненской, 2-го (Лбищенского) военного отдела Уральского казачьего войска. Участвовал в русско-японской войне. По окончании войны в 1905 году поступил на службу в Особый Заамурский округ Пограничной Стражи. После начала Первой мировой войны в чине ротмистра направлен на фронт в составе 6-го пограничного Заамурского конного полка. За отличия в боях награждён Георгиевским оружием (ВП от 15.05.1916 г.)

## Участие в Гражданской войне
Воевал в Уральской армии.
Принял участие в формировании и с весны 1918 года принял командование Сламихинским фронтом, позднее командовал 6-й дивизией Уральской армии. Его части неоднократно захватывали города Новоузенск и Александров-Гай, при этом успешно разбивали красные отряды и захватывали большое количество военных трофеев.

Был помощником командира (начальником штаба) Сводного отряда полковника Т. И. Сладкова, во время ночного нападения на г. Лбищенск в сентябре 1919 года.
В критический момент боя с чапаевцами за город, когда красноармейцы смогли сплотиться и начали оказывать организованное сопротивление, Н. Н. Бородин с резервной сотней из 50—60 казаков выдвинулся вперёд, атаковал и опрокинул конвой В. И. Чапаева, отбросив его к берегу р. Урал. По свидетельству Генерального штаба полковника М. И. Изергина:

Дольше всех держался сам Чапаев с небольшим отрядом, с которым он укрылся в одном из домов на берегу Урала, откуда пришлось выживать его артиллерийским огнём.— 
Чапаев попытался уйти через реку Урал и был убит. После контратаки полковника Бородина, к 10 часам утра 5 сентября сопротивление красных в Лбищенске было окончательно подавлено. С занятием главной тыловой базы и уничтожением штаба Чапаева, советские войска в п. Мергеневе и Сахарном оказались отрезанными от основных сил.
Вот что говорится в телеграмме временного командующего Уральской отдельной армией (он же командующий Урало-Астраханского корпуса Уральской отдельной армии) Генерального штаба генерал-майора Н. Г. Тетруева:
… нашими доблестными частями заняты город Лбищенск и поселок Кожехаров. Захвачено до 900 пленных, 4 исправных аэроплана, радиостанция, 3 грузовика и другая военная добыча.
Сводный отряд полковника Сладкова потерял 118 человек (24 убитых и 94 раненых) офицеров, казаков и партизан. Наиболее тяжелой потерей стала гибель начальника штаба полковника Н. Н. Бородина. Спрятавшийся в стоге сена красноармеец охраны 30-го авиаотряда Волков выстрелом в спину убил его, проезжавшего со штабом по улице Лбищенска.
5 сентября на грузовом автомобиле тело полковника Н. Н. Бородина было доставлено в п. Калёный Уральской области, где он был похоронен с воинскими почестями на местном кладбище.
За героизм и отвагу, проявленные при штурме г. Лбищенска, полковник Николай Николаевич Бородин был посмертно произведён в чин генерал-майора.
Приказ по Уральской Армии № 639 от 8 сентября:

Объявляю для сведения, что в бою под Лбищенском 5 сентября погиб доблестный начальник 6-й дивизии полковник Николай Николаевич Бородин. Мир праху твоему, дорогой герой, положивший жизнь свою за дорогое для тебя Войско. Прочесть во всех сотнях, командах и батареях.
Временный Командующий Армией генштаба генерал-майор Тетруев.
5 сентября Войсковой Атаман генерал В. С. Толстов также прислал телеграмму:

Поздравляю бойцов-героев, взявших Лбищенск, и от лица Войска благодарю их, считая это залогом и победой дорогого Войска. Зарвавшимся красным — могила на родной нам земле.

Подписал: Войсковой Атаман Толстов. № 227.